# La vergine Alatiel
La vergine Alatiel (che con otto uomini forse diecimila volte giaciuta era), conosciuta anche solo come La vergine Alatiel, è una sceneggiatura cinematografica del 1996 dello scrittore italiano Aldo Busi tratta dalla settima novella della seconda giornata del Decameron di Giovanni Boccaccio e il cui testo ha una struttura di tipo romanzesco.

## Trama
La bellissima adolescente Alatiel, figlia del sultano Beminedab di Babilonia (Egitto), viene promessa in sposa al Re del Garbo (regno moresco, attuale Marocco). A informare la giovane ragazza sono tre dei piccoli fratelli, dopodiché le viene recapitato un ritratto del futuro sposo dalle sembianze di un bellissimo giovane di carnagione scura. 
Presto Alatiel saluta il padre e le mogli, i numerosi fratelli e la Mamy negra che l'ha allevata, e salpa accompagnata da Farah, Fatìma e sei altre ancelle.
Dopo alcuni giorni di navigazione l'imbarcazione si imbatte in una tempesta che diventa un uragano e naufraga sulle coste di Maiorca.
Il relitto viene avvistato da Don Pericón, gentiluomo governatore dell'isola, di ritorno da una battuta di caccia col fratello Marato, il Ceffo e altri quattro uomini a cavallo. Alatiel, Farah e Fatìma sono le uniche superstiti. Don Pericón si innamora della ragazza a prima vista e decide di portarla al proprio palazzo con le altre due donne per poterne fare la propria sposa. La ragazza rifiuta di sposarlo ma con lui accetta di perdere la propria verginità indugiando anche, su richiesta e per la delizia di Don Pericón, in pratiche sadomaso.
Il gentiluomo la accompagna poi nel sotterraneo del palazzo per mostrarle dove sono seppellite tutte le sue precedenti amanti, che ha fatto di volta in volta suicidare perché tutte troppo ubbidienti e dipendenti.
Una notte il fratello Marato, altrettanto folle per Alatiel, irrompe nella camera da letto, pugnala al collo Don Pericón uccidendolo e rapisce la ragazza. Con la complicità del Ceffo e di tre cavalieri la trasporta a cavallo al porto e si imbarca con lei su un vascello bulgaro alla volta della Grecia così rinunciando al proprio dominio su Maiorca.
Alatiel è sconvolta: ha appena perso le sue ultime due ancelle e l'uomo al quale si era ormai un po' affezionata. Marato cerca di consolarla finché i due finiscono col fare l'amore. Alatiel scopre il sesso orale.
La ciurma dimostra di essere famelicamente attratta dalla ragazza, cosicché Marato, geloso, decide di recluderla nella stiva, mentre la prostituta di bordo prova per lei invidia e la odia a causa delle attenzioni che riceve da parte di tutti.
I fratelli timonieri Primo e Secondo, figli dell'anziana Capitana, spiano a turno da un nocchio i rapporti degli amanti, contemporaneamente masturbandosi o penetrandosi tra loro. I due desiderano impossessarsi di Alatiel strappandola a Marato ma ciascuno ne vorrebbe l'esclusiva, cosicché si sfidano a braccio di ferro e poi a dadi per stabilire il vincitore.
Di notte Marato, mentre si trova sul ponte del vascello rapito dal sogno di un imminente matrimonio con Alatiel, viene pugnalato alla schiena dai fratelli Primo e Secondo e gettato nei flutti. Nasce subito dopo una lotta sanguinosa tra i due pretendenti che finisce con l'uccisione di Primo e della prostituta, che si era venuta a trovare accidentalmente al centro della colluttazione.
Secondo, gravemente ferito, in attesa di attraccare a Chiarenza (Corinto), supplica Alatiel di rianimarlo e tenerlo in vita praticandogli sesso orale fino a destinazione. Lei, arresasi al nuovo destino, esegue.
A Chiarenza Alatiel, Secondo, la Capitana e il resto dell'equipaggio alloggiano in una locanda. La ragazza dichiara al timoniere di essere disposta a vivere con lui solo se si libererà della presenza importuna della vecchia madre e se non torneranno a navigare. Secondo respinge la proposta sostenendo di essere indispensabile al resto dei marinai. Alatiel allora lascia la locanda e raggiunge la spiaggia in solitudine, preoccupata per il proprio futuro. Qui si imbatte in un accampamento estivo di uomini al bagno e viene notata dal Principe di Cacania, in compagnia del fratello Ermete e del checchesco Ciuriaci, suo segretario particolare.
Il Principe convoca la vecchia Capitana e, dietro lauto compenso, ottiene di poter portare la ragazza con sé per farne la sua sposa. La Capitana porta la notizia a Alatiel e al figlio. Secondo propone all'amata di organizzare una fuga ma Alatiel ritiene che sia ormai troppo tardi. Piuttosto decide di gratificare il proprio amante un'ultima volta con un profondo anilingus (in fondo al ragazzo le donne non interessano nemmeno tanto).
Il Ciuriaci e due portantini raggiungono la locanda e prelevano la ragazza. Inizia il loro viaggio verso la Cacania. 
La vecchia Capitana, compiaciuta di essersi liberata di Alatiel, causa della perdita di uno dei suoi figli, e grata a Secondo per averla lasciata andare, porta nella stanza un regalo per lui: un giovanissimo e leggiadro ragazzo greco.
Il Principe e Alatiel arrivano alla reggia di Cacania. Immediatamente il Pittore, uno dei molti cortigiani, fa un ritratto dell'avvenente novella Principessa e poi, in una sala segreta, ne moltiplica le copie per farne commercio con un mercante d'arte.
La coppia, in camera da letto, si prepara a fare l'amore: due giovanissime ancelle insalivano il pube di Alatiel per prepararla a ricevere il Principe, che ha un membro elefantiaco di sedici centimetri di diametro. Prima di cominciare, viste le dimensioni generalmente insostenibili, il Principe calza un anello in avorio che ha la funzione di fermo, ma Alatiel lo toglie e il Principe gliene è profondamente grato (fino ad allora aveva potuto sfogarsi solo con delle gallinelle).
Uno dei ritratti di Alatiel finisce nelle mani del Duca di Atene, che ne rimane incantato. Il suo attendente Rosso gli riferisce anche che si è diffusa la voce in tutta la Grecia che con la ragazza il Principe suo cugino ha finalmente trovato la capace donna da sempre cercata.
Il Duca, che ha lo stesso "problema" e non trova soddisfazione con la moglie Costanza, dalla quale attualmente aspetta un figlio, decide di fare visita alla reggia di Cacania per potere, dice lui, ammirare dal vivo una tale creatura.
Il Principe, in compagnia di Alatiel, Ermete e Ciuriaci, accoglie il Duca e il Rosso con un banchetto. A tavola il Ciuriaci si invaghisce del Rosso e gli ammicca oscenamente, e il Rosso, da uomo di mondo, gli risponde con un sorriso.
Durante la notte il Duca, grazie al suo attendente, riesce a corrompere il Ciuriaci, il quale permette ad entrambi di accedere alle stanze del Principe. Il Duca, entrato di soppiatto nella camera da letto, accoltella suo cugino di spalle all'altezza del cuore e lo getta dalla finestra nel mare. Nel frattempo nella stanza sottostante il Rosso strangola con una corda il Ciuriaci e lo scaraventa altrettanto giù dalla finestra. Il Duca, abbondantemente insanguinato, scivola nel letto, dove una Alatiel ancora ignara dorme, e comincia a baciarla e a penetrarla. La ragazza, pensando che si tratti del Principe, allarga le gambe e socchiude gli occhi lentamente: non appena si accorge del visitatore si accinge ad urlare ma il Duca le tappa la bocca e la violenta brutalmente. Alatiel, però, decide di adattarsi alla nuova situazione e sposa subito il ritmo del nuovo amante. Infine l'uomo monta la ragazza sul suo cavallo bianco e la porta a tutto galoppo a corte, seguìto dagli altri cavalieri.
La stessa notte anche Ermete si addentra silentemente nella camera del Principe con le stesse intenzioni di rapimento ma si accorge presto che qualcuno l'ha preceduto.
Il mattino seguente l'Idiota del villaggio scopre accidentalmente i cadaveri del Principe e di Ciuriaci, infilzati sugli scogli adiacenti al palazzo. I cortigiani e Ermete apprendono così dell'accaduto e si riuniscono in un consiglio di guerra. I dignitari desiderano usare il pretesto della vendetta per dichiarare guerra ad Atene e ampliare i propri possedimenti, ma Ermete è titubante perché ritiene che il Duca e suo suocero l'Imperatore di Costantinopoli abbiano eserciti molto più forti. Infine i cortigiani hanno la meglio e la guerra viene dichiarata.
Nella sala del Duca di Atene arrivano Costanzio, cognato del Duca, e Manovello, nipote di entrambi, a portare la notizia dell'appoggio militare da parte dell'Imperatore per intercessione della moglie Costanza, benché lo stesso Imperatore si stia già organizzando contro Osbech, Re dei Turchi.
Costanza, affranta, invita Costanzio ad andarla a trovare nei suoi appartamenti per potergli parlare in privato. La Duchessa rivela al fratello di sapere che il marito intrattiene una relazione segreta con Alatiel, che fa alloggiare la ragazza fuori Atene, che con lei trascorre tutte le notti e che quella è la vera causa della guerra appena scoppiata, e gli chiede di fare qualcosa per ripristinare il suo onore e restituirle a pieno la sua vita coniugale.
Costanzio torna dal Duca e lo convince a presentargli l'amante, visto che ormai se ne parla in tutta Costantinopoli. I due, accompagnati da Manovello e dal Rosso, visitano la dimora della ragazza, sul mare, e con lei fanno un pic-nic sull'erba. Lì un'attrazione scatta tra il Rosso e Manovello.
Inizia la guerra. Costanzio si ferisce intenzionalmente un polpaccio come pretesto per poter tornare alla reggia in assenza del Duca, anch'egli sul campo militare con gli altri uomini. Poi
raggiunge la sorella e le promette che ucciderà Alatiel per darle pace e si reca subito dalla ragazza. Alatiel, in compagnia di molte ancelle e anziani cavalieri, accoglie Costanzio e i quattro uomini che lo accompagnano con un banchetto. Fattasi notte l'uomo trova una scusa per appartarsi con lei e uscire di casa e la rapisce fuggendo con il suo bastimento.
All'alba la barca raggiunge un'isoletta vicino a un'insenatura in un'area rurale, dove Costanzio decide di sostare per un paio di giorni. Tra le capre al pascolo, gli oleandri e le camelie, gli unici abitanti sono un paio di giovani pastorelli seminudi. Questi permettono all'intero gruppo di entrare e ristorarsi nella loro capanna-stalla. Durante il riposo della notte gli imberbi pastorelli e gli uomini di Costanzio si cimentano in un'orgia, mentre otto capre addormentate l'una sull'altra li imitano.
Il mattino Costanzio va a pescare, raggiunto a breve da Alatiel, che lo aiuta e, anzi, lo supera per abilità. Poi i due si stendono sulla spiaggia ad asciugare l'uno di fianco all'altra godendo di una simultanea masturbazione sotto il sole. 
Trascorso il secondo giorno la barca lascia l'isola alla volta di Chio.
Al loro arrivo Alatiel, Costanzio e i suoi uomini vengono ospitati nell'accampamento militare presso il Monastero di Nea Moni. All'esterno di esso incontrano il Rosso e Manovello che li informano di avere sconfitto il Duca e Ermete mostrando le loro teste recise.
Di notte, però, a Chio attracca una nave da guerra turca con a bordo il gigantesco Re dei Turchi Osbech. I suoi guerrieri, una volta sbarcati, salgono al monastero, appiccano il fuoco, sgozzano le sentinelle e pugnalano i soldati. Osbech si imbatte nella tenda dove dormono il Rosso e Manovello abbracciati, Costanzio e Alatiel. Trafigge Costanzio con la spada e prende con sé Alatiel per la sua bellezza e gli altri due per l'utilità di uomini del genere a bordo...
La nave di Osbech, riempita la stiva di prigionieri, salpa per Smirne. Il Re, senza mettere tempo in mezzo, penetra Alatiel sul ponte, di fronte alla ciurma che se la mangia con gli occhi, come per testarne la validità e poi, altrettanto pubblicamente, la elegge Regina. La novella Regina scende nelle galere e vi trova Manovello e il Rosso incatenati e nudi, scherniti e colpiti sulle natiche con un frustino da un branco di uomini. Facendo immediatamente uso della sua autorità regale, la ragazza li slega e ordina che vengano nominati capitani di vascello e suoi attendenti personali.
La nave raggiunge la città di Smirne. 
Il Re insegna alla Regina come usare la spada. 
Nella sala del trono arriva Antioco, vecchio consigliere genovese del Re, che informa Osbech che Basano ha appena ottenuto l'appoggio militare dell'Imperatore e che gli dichiara guerra. Osbech è pronto a ripartire. Alatiel vuole seguirlo pensando di poter usare le abilità appena acquisite ma il sovrano rifiuta categoricamente perché ciò lo esporrebbe al pubblico ludibrio. Per lui i suoi insegnamenti le dovrebbero servire come autodifesa in sua assenza. L'esercito turco riparte dunque quasi subito per affrontare un nuovo conflitto, portando via da Alatiel sia Osbech che i paggi Rosso e Manovello, lasciandola nella sola compagnia del vecchio Antioco.
L'anziano si propone timidamente ad Alatiel quale amante sostituto del Re in sua assenza. La ragazza in un primo momento rifiuta gentilmente, ma durante la notte esce dalla sua camera e va a fargli visita nell'anticamera, dove l'uomo si trova seduto su uno sgabello. I due si stendono su un tappeto al lucore di un braciere e lì consumano un intenso amplesso.
Il giorno seguente un soldato ferito sorretto da due ancelle porta la notizia che Osbech è stato sconfitto e ucciso da Basano e che i vincitori stanno già marciando verso Smirne.
Alatiel e Antioco decidono quindi di fuggire al più presto. Raccolgono dei denari nelle loro borse e escono dalla reggia. Alcuni cavalieri nemici hanno già raggiunto la città e sbarrano la loro strada, ma la novella Regina riesce prima a distrarli mostrando la bellezza del proprio corpo e poi a sbaragliarli con la spada. Antioco e Alatiel riescono infine a raggiungere il mare ed andarsene con una barca a vela guidata da tre vecchi marinai.
In prossimità delle coste di Cipro Antioco muore improvvisamente stramazzando a terra. I tre marinai ne approfittano per impossessarsi delle ricchezze dei due passeggeri gettando a mare Alatiel, seguita dal cadavere di Antioco. La giovane ragazza, in preda al panico, sprofonda nell'abisso, ma due delfini arrivano in suo soccorso e la portano in salvo.
A Cipro vive attualmente anche il vecchio mercante Antigono di Famagosta, ridotto in miseria dal Re di Cipro a causa di un grosso debito non saldato. Antigono si reca al palazzo del Re per chiedere che il suo denaro gli venga restituito, ma a causa del suo aspetto molto dimesso viene miseramente respinto dalle sentinelle. Si dirige allora al porto, sconsolato, seguito lungo il cammino da un bastardino. A un certo punto il cagnolino richiama l'attenzione del mercante e lo conduce in prossimità di un albero di fico. È nella sua chioma che Alatiel, approdata sulla spiaggia nuda, si è nascosta fabbricandosi un abito di foglie. I due si vedono e si riconoscono come la Principessa di Babilonia e un vecchio fornitore del Sultano, e si salutano con commozione.
L'uomo conduce allora la ragazza dentro la sua stamberga di pietra, presso le saline. Alatiel comincia a raccontargli tutte le sventure alle quali è andata incontro proseguendo per tutta la notte e addormentandosi solo alla fine della storia, al crepuscolo. Antigono a questo punto decide di uscire e andare alla casba per comprare delle stoffe e dei nuovi calzari e farsi radere da un barbiere. Poi si ripresenta al Re e ottiene il pagamento dei suoi crediti.
Tornato a casa convince Alatiel a fare ritorno a Babilonia in sua compagnia, rassicurandola che tutto andrà per il meglio e che potrà salvare la sua reputazione, visto che nessuno là è a conoscenza di ciò che le è successo. 
Presso la reggia del Sultano Alatiel è accolta con commozione e stupore perché da molto tempo era ormai creduta morta. Antigono viene ricompensato per il suo servizio. Su consiglio del premuroso anziano mercante Alatiel fa al padre e a tutti gli altri un racconto del suo tempo vissuto in giro per il Mediterraneo molto diverso dai fatti, in modo da far credere che abbia conservato nel tempo la sua verginità. Solo la Mamy viene messa a parte della verità e questa mantiene il segreto.
La bella fanciulla viene dunque nuovamente promessa in sposa al Re del Garbo. 
Una sorellina di quattro anni e un fratellino di tre annunciano ad Alatiel che il Re del Garbo è venuto a prenderla di persona. Il sovrano è accompagnato da quattro dei suoi figli: uno di tredici, uno di diciotto, uno di venti e uno di venticinque anni. La ragazza li vede avvicinarsi e si rende conto che il Re è tutt'altro che il giovane e affascinante ragazzo del ritratto che le era stato recapitato in principio: è invece un uomo attempato, basso e tarchiato, ma si rassegna per l'ennesima volta al suo destino che è quello degli altri.
Prima di riprendere la via del mare entra nella stanza di Antigono per fargli sapere che sospetta di essere incinta e per offrirsi sessualmente a lui come ringraziamento per averla salvata. Antigono la rassicura sulla gravidanza ed è tentato da tanta bellezza a portata di mano. In un primo momento esita, ma poi la riveste e le dà un affettuoso congedo.
La nave del Re del Garbo si muove dal molo. Alatiel dalla tolda, accanto al futuro sposo, saluta tutti, poi si volta e guarda dietro a sé: fissa lo sguardo dei tre figli maggiori del Re e poi i loro membri, venendo contraccambiata con uguale interesse. Ha dimenticato il tredicenne, che richiama la sua attenzione e con uno sguardo le fa intendere chiaramente che sarà sua a costo di dover uccidere tutti i fratelli e il padre. Un fulmine a ciel sereno preannuncia una nuova tempesta. Il Re del Garbo sembra avere le ore contate.

## Genesi
Prima ancora della pubblicazione nel 1990 del primo tomo della traduzione del Decameron per Rizzoli, Busi fu contattato dal produttore Alfredo Bini «per scrivere una sceneggiatura, e dirigerne il film, che potesse eguagliare negli anni Novanta i fasti cinematografici di P.P. Pasolini negli anni Settanta con Il Decameron. Bini aveva a suo credito l'onore estetico e la responsabilità politica di aver prodotto i primi film di Pasolini, e soprattutto Il Vangelo secondo Matteo.»
Precedentemente lo scrittore era già stato coinvolto in altri progetti da vari registi, tra i quali Giuseppe Bertolucci per una trasposizione cinematografica di Vita standard di un venditore provvisorio di collant e Lina Wertmüller, ma si era sempre dichiarato poco interessato ad uscire dall'ambito della letteratura e anche quando aveva accettato, per la curiosità di vedere a quali esiti quelle collaborazioni avrebbero portato, aveva finito col tirarsene fuori prima che i lavori fossero terminati.
Nel 1991, avendo seguito per un settimanale il Festival del Cinema di Venezia, Busi decise di assecondare la proposta di Bini, regia inclusa, occupandosi però della realizzazione del film interamente a modo suo.
La sua scelta ricadde sulla storia di Alatiel «per l'inverosimiglianza, non certo della verginità quale valore che più lo perdi più lo trovi (non ne ho mai dubitato: le uniche vergini degne di rispetto sono le vergini con una certa esperienza), quanto del comportamento passionale fino all'autodistruzione di otto uomini per lei, i quali, udite udite!, per amore di una donna mettono a repentaglio e perdono ogni potere».
Lo scrittore incontrò i costumisti Gabriella Pescucci e Danilo Donati, incaricò uno storico delle civiltà del bacino del Mediterraneo nell'Alto Medioevo di effettuare delle ricerche sull'abbigliamento e sui costumi dell'epoca, fece comporre a Denis Gaita La canzone di Alatiel e effettuò un sopralluogo su un possibile set a Malta. Il film si sarebbe dovuto intitolare Alatiel, le sventure della bellezza e la bellezza delle sventure.
Come però Busi aveva previsto fin dal principio, di un simile progetto si finì per non farne niente.
Decise dunque di pubblicarne la sceneggiatura perché «...Alatiel è dalla punta dei piedi a quella dei capelli un amore che sarebbe crudele da parte mia sottrarre a chi ha bisogno di innamorarsi almeno in sogno. E cosa c'è di meglio della parola scritta sulla carta per sognare per immagini? Non certo delle altre immagini...»

## Personaggi
- Principessa Alatiel, adolescente promessa sposa del Re del Garbo, protagonista della storia
- Antigono, mercante ebreo in età avanzata
- Bambina biondissima
- Bambino mulatto
- Bambina latina
- Bambina di quattro anni
- Bambino di tre anni
- Mamy negra vecchia e grassissima
- Mamma tedesca di Alatiel
- Mamma romana di Alatiel
- Mamma etiope di Alatiel
- Mamma vichinga di Alatiel
- Mamma spagnola di Alatiel
- Mamma veneziana di Alatiel
- Sultano di Babilonia, padre di Alatiel
- Maestro di cerimonie
- Farah, opulenta ancella di Alatiel
- Fatìma, scheletrica ancella di Alatiel
- Don Pericón, gentiluomo governatore di Maiorca
- Marato, fratello di Don Pericón
- Ceffo, cavaliere al servizio di Don Pericón
- Pifferaia, vecchia moresca
- Primo, cattivo proprietario del veliero
- Secondo, buon proprietario del veliero
- Capitana, anziana madre di Primo e Secondo
- Prostituta di bordo
- Principe di Cacania
- Ermete, fratello del Principe
- Ciuriaci, segretario particolare del Principe
- Pittore presso la corte del Principe
- Primo Cortigiano
- Secondo Cortigiano
- Imperatore di Costantinopoli
- Duca di Atene
- Rosso, giovane attendente del Duca
- Costanza, moglie del Duca
- Idiota del villaggio
- Primo Agente
- Secondo Agente
- Costanzio, cognato del Duca
- Manovello, nipote del Duca
- Osbech, re dei turchi
- Antioco, consigliere di Osbech
- Basano
- Soldato dell'esercito di Osbech
- Prima Sentinella del palazzo del Re di Cipro
- Seconda Sentinella del palazzo del Re di Cipro
- Re del Garbo, futuro sposo di Alatiel
- Figlio tredicenne del Re del Garbo
- Figlio diciottenne del Re del Garbo
- Figlio ventenne del Re del Garbo
- Figlio venticinquenne del Re del Garbo

## Edizioni
- Aldo Busi, La vergine Alatiel (che con otto uomini forse diecimila volte giaciuta era), Milano, Mondadori, 1996, ISBN 8804400684
- Aldo Busi, Pâté d'homme - La vergine Alatiel (volume unico), Milano, Mondadori, 1999, ISBN 9788804466062